# August Fabricius
Karl August Fabricius (* 22. Februar 1825 in Kloster Arnsburg; † 10. Juli 1890) war ein deutscher Beamter, Statistiker und Politiker.

## Leben
Sein Vater war der Rentamtmann Christian Wilhelm Fabricius (* 1786; † 1877).
Fabricius besuchte Gymnasium in Darmstadt und Gießen. Nach dem Abitur studierte er an der Hessischen Ludwigs-Universität Gießen Kameralwissenschaft und Staatswissenschaft. 1843 wurde er im Corps Hassia Gießen aktiv.
In Darmstadt vermählte er sich 1852 mit Caroline Schleiermacher, der jüngsten Tochter des Orientalisten Andreas Schleiermacher. Aus der Ehe entstammen zwei Töchter und zwei Söhne Ernst und Wilhelm.
1868 wurde er Zollvereinsbevollmächtigter bei der preußischen Provinzialsteuerdirektion in der Provinz Hannover und bei den Zolldirektionen des Großherzogtums Oldenburg und des Herzogtums Braunschweig. Im Großherzogtum Hessen war er Mitglied der Zentralstelle für Landesstatistik. Er war Hessens Delegierter bei den Internationalen Statistischen Kongressen in Berlin (1863) und Florenz (1867). Er war Mitarbeiter von Zeitschriften für Statistik und Volkswirtschaft, vorzugsweise für Bevölkerungsstatistik, Zollwesen, Finanzsachen und Münzwesen. Von Februar 1868 bis März 1870 vertrat er den Wahlkreis 4 (Hessen-Darmstadt, Groß-Gerau) im Zollparlament. Er schloss sich den Freikonservativen an.
1870 wechselte er in den Staatsdienst des Königreichs Preußen. Im Berliner Finanzministerium wurde er als Geh. Finanzrat und vortragender Rat der Abteilung für Zölle und indirekte Steuern zugeteilt. Ab 1871 war er Mitglied der Statistischen Zentralkommission für Preußen. 1872 wurde er zum Direktor, 1875 zum Generaldirektor der Zölle und indirekten Steuern im Reichsland Elsaß-Lothringen ernannt. Als Kommissar des Reichslandes saß er von 1880 bis 1882 im Bundesrat (Deutsches Reich).
Er schrieb Publikationen für das Bremer Handelsblatt und das Geographische Jahrbuch.

## Werke
- Repertorium über die auf die Zoll- und Handelsverhältnisse des Großherzogthums Hessen bezüglichen Staatsverträge, Gesetze, Verordnungen, Bekanntmachungen und generellen Verfügungen aus den Jahren 1828 - 1853. 1854.
- Die Volkszählung im Grossherzogthum Hessen vom 3. December 1867. In: Beiträge zur Statistik des Grossherzogthums Hessen. II. Band. Hofbuchhandlung von G. Jonghaus, Darmstadt 1870.

## Ehrungen
- Ritterorden der hl. Mauritius und Lazarus (20. Januar 1868)[2]